# Épinay-sur-Odon

Épinay-sur-Odon este o comună în departamentul Calvados, Franța. În 1 ianuarie 2022 avea o populație de 629 de locuitori.